# Ведро (деревня)
 Ведро  — деревня в Орловском районе Кировской области. Входит в состав Орловского сельского поселения.

## География
Расположена на расстоянии примерно 1 км по прямой на запад от райцентра города Орлова.

## История
Известна с 1891 года как починок Шуклинский или Ведро, в 1905 дворов 3 и жителей 12, в 1926 (деревня Ведро или Шуклинский) 4 и 18, в 1950 7 и 15, в 1989 6 жителей . С 2006 по 2011 год входила в состав Подгороднего сельского поселения.

## Население
Постоянное население составляло 2 человека (русские 100%) в 2002 году, 1 в 2010.